# Жизнь даётся один раз
«Жизнь даётся один раз» (англ. You Only Live Once) — криминальная драма режиссёра Фрица Ланга, вышедшая на экраны в 1937 году.
Наряду с такими фильмами Ланга 1930-х годов, как «М (город ищет убийцу)» и «Ярость», этот фильм предвосхитил появление жанра фильм нуар.
Фильм также положил начало субжанру, называемому «влюблённые в бегах», к которому, в частности, относятся такие картины, как «Они живут по ночам», «Без ума от оружия», «Безумный Пьеро», «Бонни и Клайд», «Пустоши» и «Прирождённые убийцы».

## Сюжет
Фильм рассказывает историю любви между Эдди Тейлором, бывшим заключённым, только что вышедшим из тюрьмы, и Джоан Грэм, помощницей Стивена Уитни, государственного защитника.
Эдди выходит из тюрьмы после своего третьего срока и женится на Джоан, которая влюбилась в него во время судебного заседания. Во время медового месяца хозяин гостиницы просит их съехать, потому что узнает в Эдди преступника. Эдди устраивается на работу водителем в службу доставки, но начальник увольняет его в первый рабочий день, так как не хочет иметь в своей фирме бывших заключённых. В это время Джоан покупает новую квартиру. Эдди приходит к своему начальнику и просит восстановить его на работе, говорит что хочет начать честную жизнь, но тот ему отказывает.
В следующей сцене показано как человек в противогазе угоняет инкассаторский автомобиль, при этом устраняет полицейских при помощи газовых гранат. На месте преступления остаётся шляпа с инициалами E.T.. Эдди возвращается домой и убеждает Джоан, что непричастен к совершенному преступлению. Та предлагает ему сдаться, говорит, что всё выяснится на суде и его признают невиновным.
Суд присяжных приговорил Эдди Тейлора к смертной казни на электрическом стуле. В тюрьме, во время встречи с женой, он просит её принести ему пистолет в день казни. Тюремный священник, отец Долан, разгадал замысел Джоан и забрал у неё пистолет. Но Баггси, заключённый и друг Эдди, вместе с последним ужином передаёт ему записку, в которой пишет, что спрятал пистолет в матрасе в изоляторе. Эдди совершает попытку самоубийства и попадает в лазарет, а оттуда за буйное поведение его переводят в изолятор. Завладев пистолетом, он берёт доктора Хилла в заложники и пытается выбраться из тюрьмы. В это время полиция находит в реке инкассаторский автомобиль и труп настоящего грабителя. Когда начальник тюрьмы узнаёт об этом, он пробует убедить Эдди, что тот невиновен и ему не надо совершать побег. Потом и отец Долан пытается убедить Эдди в том же, но Эдди никому не верит, убивает священника и совершает побег.
Эдди звонит Джоан и она соглашается жить вместе с ним в бегах. У них рождается ребёнок. Позже Джоан приезжает к своей сестре Бонни и оставляет ей ребёнка на попечение. Сама Джоан остаётся вместе с Эдди, они планируют пересечь границу. Полиция устраивает засаду и убивает их обоих в перестрелке.

## В ролях
- Сильвия Сидни — Джоан Грэм
- Генри Фонда — Эдди Тейлор
- Бартон Маклейн — Стивен Уитни
- Джин Диксон — Бонни Грэм
- Уильям Гарган — отец Долан
- Джером Кауэн — доктор Хилл
- Джонатан Хейл — окружной прокурор (в титрах не указан)
- Гарри Кординг — охранник (в титрах не указан)
- Джек Карсон — сотрудник АЗС (в титрах не указан)

## Оценка критики
Журнал «Вэрайети» 31 декабря 1936 года написал о фильме: «После „Ярости“ (1936) Фритц Ланг наносит ещё один мощный удар. Фильм „Жизнь даётся только раз“ полон суровых и горьких моментов, но они пронимают не так глубоко, как искусно проработанные сцены нежности. Самоотверженная любовь девушки к бывшему заключённому во время их бегства от властей глубоко затрагивает сердца зрителей. Любовь Ланга к сценам с участием толпы проявляется здесь лишь в одном эпизоде перед входом в здание суда, после того как Генри Фонда признан виновным в гибели шести человек во время ограбления. К самым эффектным моментам картины относятся также газовая атака на броневик с инкассаторами, ловкость, с которой Фонда выбирается из камеры смертников, и торг, который он ведёт во время побега с администрацией тюрьмы перед запертыми воротами. Сильвия Сидни выглядит сильно. Существенную поддержку фильму обеспечивают Бартон Маклейн в роли общественного защитника, который, несмотря на свою любовь к Сидни, дружески относится к Фонде, а также Джин Диксон в роли сварливой, но верной сестры Сидни».
Франк Ньюджент в феврале 1937 года написал в «Нью-Йорк таймс»: "«Жизнь даётся только раз» — не столь динамичная и мощная кинопостановка, какой была «Ярость», но, учитывая определённую театральную ограниченность сценария, это все равно глубокая, захватывающая и безжалостная трагедия, главным достоинством которой является выразительность режиссёрской работы. В менее талантливых руках все могло бы превратиться в самую простую мелодраму. Но интуитивное чувство ракурса, темпа и настроения, присущие мистеру Лангу, возвышают его работу до драматических высот, хотя и не делают её убедительной с точки зрения социальной документалистики, на что, вероятно, рассчитывали продюсеры.
В этом фильме, как и в «Ярости», рассказывается история двух молодых людей, неумолимо преследуемых судьбой вплоть до трагического финала. Но здесь, в отличие от «Ярости», корни трагедии кроются внутри них самих, они не посажены и не взращены в них жестоким и бесчувственным обществом. Мы принимаем историю их жизни как безрадостную биографию двух людей, рождённых под тёмной звездой. Они, возможно, вызывают нашу симпатию, но в этой симпатии нет места самобичеванию. Картина пытается обвинить общество в их трагедии, но эти аргументы не слишком убедительны.
Постановочная работа мистера Ланга, как обычно, блистательно сочетает саспенс и стремительность действия, которым придаёт ещё большую силу его абсолютное владение светом и камерами при постановке сцен. Унылый дождь при ограблении банка, вихрящийся туман во время побега из тюрьмы, чёрно-белые контрасты в камере смертников, операторское крещендо во время бегства Тейлора являются идеальным воплощением режиссёрского воображения.
Игра актёров менее заметна, хотя образ, создаваемый Сильвией Сидни, мучительно реалистичен. Образ Тейлора в исполнении Генри Фонды одномерен, заставляя нас скорее догадываться, чем знать, о его внутренней честности и доброте. Бартон Маклейн, как обычно, несгибаем в роли общественного защитника, а Джин Диксон создаёт стереотип сочувствующей сестры. Более интересны Уильям Гэрган в роли тюремного капеллана, Джером Коуэн как тюремный врач и Уоррен Хаймер как один из заключённых. По сути, это произведение одного человека, и этим человеком является режиссёр.
Кинокритик Дейв Кер написал в «Чикаго ридер»: «Фильм Фритца Ланга о паре, объявленной вне закона и подавшейся в бега (Генри Фонда и Сильвия Сидни), иногда называется как один из прототипов „Бонни и Клайд“. Но Ланг тяготеет к моральной и духовной тематике, в то время как Пенн — к социальной. Фильм Ланга соответственно в большей степени смотрится как созданный вне времени, несмотря на актуальную злободневность самой истории. Постановку Ланга отличает чистый экспрессионистский стиль, который оказал громадное влияние на послевоенный фильм нуар: там всегда ночь, обычно идёт дождь и камера нависает над героями как тяжёлая рука судьбы».